# Đèo Babusar

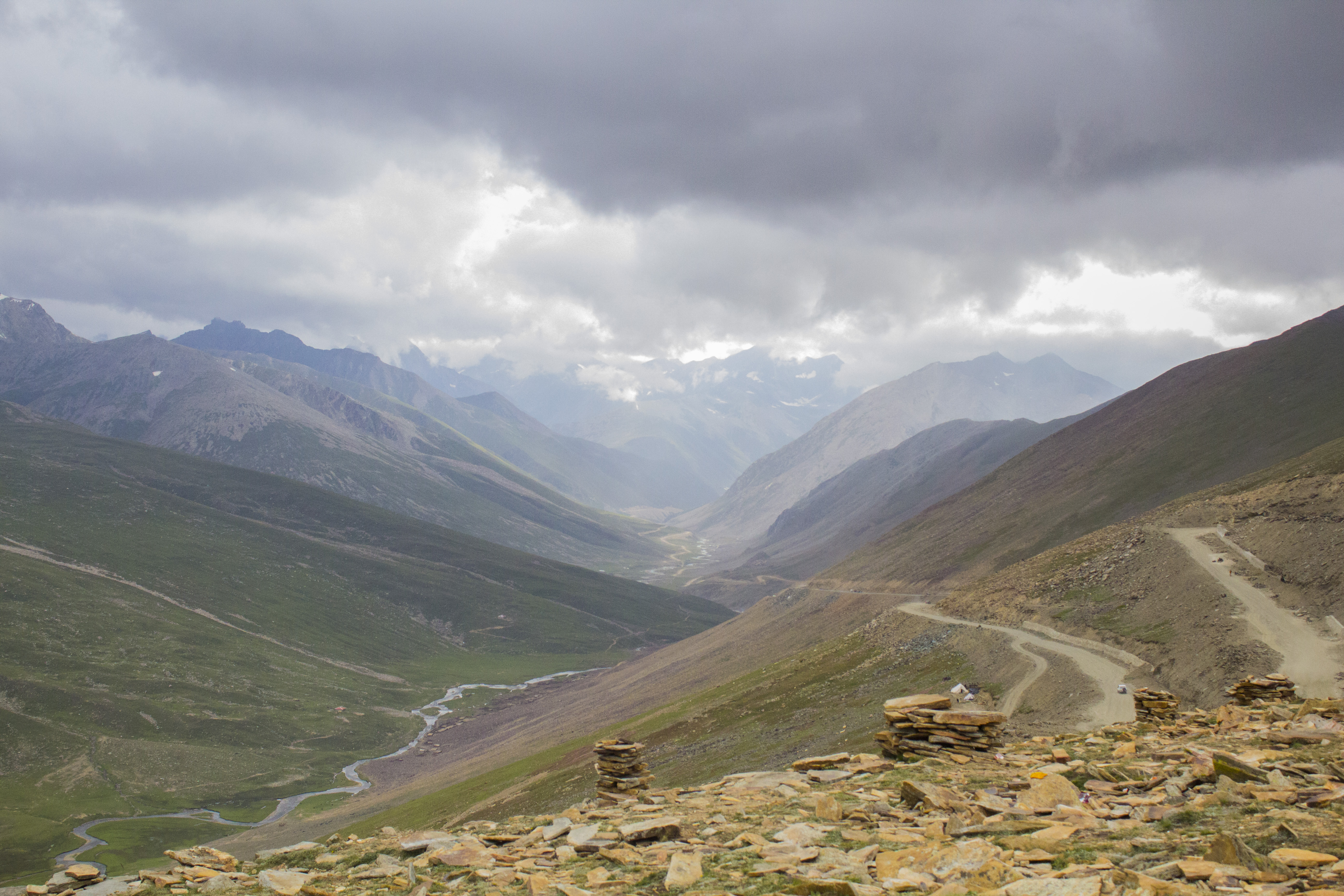
Đèo Babusar

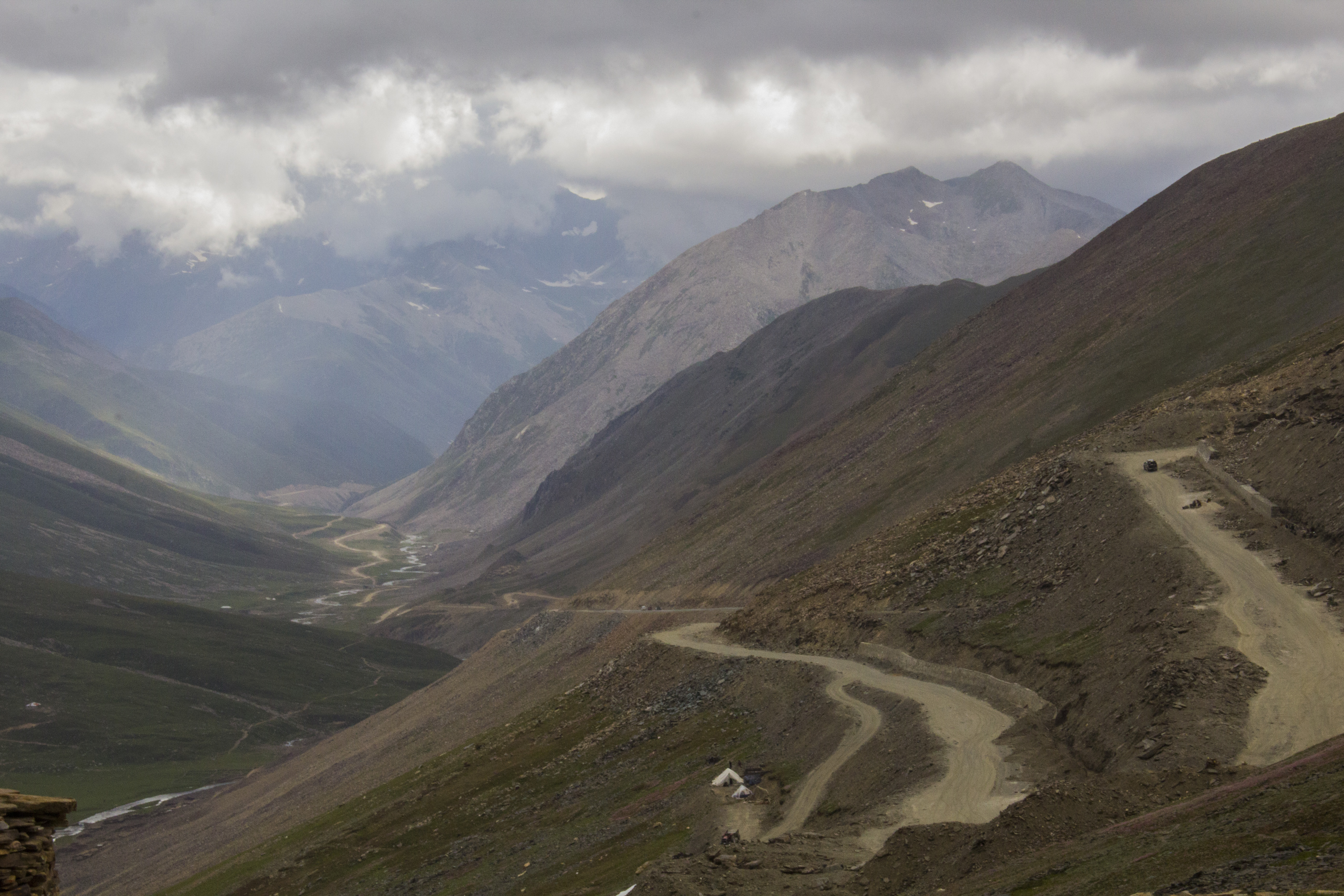
Tầm nhìn từ đèo Babusar

Đèo Babusar (tiếng Urdu: درہ بابوسر‬) là tên của một ngọn đèo cao 4,173 mét (13,691 feet) nằm cách thung lũng Kaghan 150 km (93 dặm) thông qua xa lộ Karakoram. Đồi Babusar là địa điểm cao nhất trong thung lũng Babusar mà có thể dùng xe hơi để đến. Ngọn đồi này kết nối hai tỉnh Gilgit-Baltistan và tỉnh Khyber Pakhtunkhwa của Pakistan.
Do nằm trong thung lũng Babusar, nên khí hậu của ngọn đèo này tương đồng với thung lũng. Điều kiện khí hậu tốt nhất ở nơi đây là vào mùa hè (từ tháng 5 đến tháng 9). Nhiệt độ tháng năm cao nhất là 11 °C (52 °F), thấp nhất là 3 °C (37 °F). Từ giữa tháng 7 đến cuối tháng 9 là khoảng thời gian con đường đến đèo Babusar mở cửa. Tuy nhiên việc đi lại có thể gặp khó khăn do mùa đông và gió mùa.
Dãy núi mà băng qua huyện Mansehra từ Kashmir là những "nhánh" của hệ thống núi Himalaya. Ở thung lũng Kaghan, ngọn đèo này nằm trong một tập hợp các khu vực cao nhất của thung lũng. Tập hợp này nằm ở sườn bên phải của Kunhar, kể cả đỉnh núi Malika Parbat (cao 5290 mét hoặc 17,360 feet). Trên những ngọn đồi, núi này còn có những bãi cỏ, chúng được tìm thấy tại Gujars và những nơi mà những người du mục di cư trong suốt mùa hè để chăn thả gia của họ (chủ yếu là cừu, dê và một số khác). Ở mạn bắc, có những ngọn núi có chung sư mở rộng với những ngọn núi của Kaghan. Sở dĩ có sự tương đồng vậy là do trước đây chúng dính liền với nhau và bị cắt đứt ra khỏi phần núi ở bờ đông tại đỉnh núi Musa-ka-Musalla (cao 13,178 feet). Phần này chạy dọc theo phía bắc đến cuối thung lũng Bhogarmang và thung lũng Konsh rồi lại bị chia ra làm 2. Tóm lại, đèo Babusar có sự mở rộng và những đặc điểm chung giống với những ngọn đèo, núi khác trong khu vực. Nhờ vào sự khai hoang vào những nơi không người, người ta đã phát hiện ra nhiều khu rừng rậm rạp, đặc biệt là ở những sườn dốc.